# 大林子镇
大林子镇，是中华人民共和国吉林省松原市扶余市下辖的一个乡镇级行政单位。

## 行政区划
大林子镇下辖以下地区：
大林子村、街基村、沙岗子村、永胜村、主力村、七家子村、龙科村、更新村、新图村、西联村、改善村、巨发村和九坨子村。